# Andy Herron
Andy Francisco Herron Aguilar (Puerto Limón, 2 maart 1978) is een Costa Ricaans voetballer (aanvaller) die sinds 2012 voor het Amerikaanse Fort Lauderdale Strikers speelt. Herron speelde 25 keer voor de nationale ploeg van Costa Rica, hij maakte zeven goals.